# Trest smrti v Guineji-Bissau
Trest smrti v Guineji-Bissau byl zrušen v roce 1993. Poslední poprava byla v zemi vykonána v roce 1986. V únoru 1993 schválilo Národní lidové shromáždění dodatek k ústavě, který zrušil trest smrti za vraždu za přitěžujících okolností a velezradu.
Guinea-Bissau podepsala dne 12. září 2000 Druhý opční protokol Mezinárodního paktu o občanských a politických právech, který ratifikovala 24. září 2013.